# 达费德郡
达费德郡（Dyfed，发音：['dəvɛd]）是英國威爾斯的一個郡。德韋達郡創建於1974年4月1日，包括了錫爾迪金、卡馬森郡、彭布羅克郡三個郡。达费德郡包括了威爾斯的西南部地區，該郡的行政中心是卡馬森，但人口最多城鎮是拉內利。达费德郡的地形以丘陵地形為主。